# Kitajima (Tokushima)
Pour les articles homonymes, voir Kitajima.
Kitajima (北島町, Kitajima-chō) est un bourg du district d'Itano, situé dans la préfecture de Tokushima, au Japon.

## Géographie

### Démographie
Au 1er mai 2015, la population de Kitajima s'élevait à 22 529 habitants répartis sur une superficie de 8,74 km2.